# 石璟 (明朝駙馬)
石璟（1420年1月9日—1479年10月17日），字廷贵，永平昌黎人，明朝駙馬都尉，尚明宣宗長女順德公主。

## 家族背景
祖父石名初随明太祖朱元璋征伐元军，荣立七次战功，被名为武略将军，授德州卫副千户。父親石林，於永乐年间任府军前卫，被调京师居住。

## 生平
生於永樂十七年（1419年）十二月二十四日。
正統二年（1437年），石璟19岁被明英宗、孫太后选为順德长公主的驸马，掌管宗人府金书玉牒，冠貂腰玉，显耀于时。
正统八年（1443年），順德公主過世，虛歲二十四歲，並没有生育子女。
天順五年（1461年），曹吉祥谋反，石璟率部杀贼，擒曹吉祥、曹钦之余党。
成化十四年（1478年）四月，钦命往南京奉孝陵之祀兼左军都督府及故官营事。
成化十五年十月初三日，以疾病壽終於正寝，享年六十有一，有兩位庶子。
訃聞傳到明朝朝廷，皇帝為此掇朝一日兼賜葬祭，成化十六年五月十七日，於宛平縣玉河鄉琅山之原，與順德長公主合葬。

## 子嗣
- 庶子：石宽，錦衣衛正千戶，讀書好禮
- 庶子：石宏，恩例冠帶，謙謹守禮

- 孫子：石誠，
- 孫女：石氏，